# Neottia ovata
La listera maggiore (Neottia ovata (L.) Mathias Joseph Bluff & Carl Anton Fingerhuth, 1838) è una pianta erbacea dai fiori poco appariscenti, appartenente alla famiglia delle Orchidacee.

## Etimologia
Il nome del genere viene dal greco “neottia” che significa “nido” e fa riferimento alla particolare forma delle radici “a nido” mentre l'epiteto specifico (ovata) deriva dal latino e fa riferimento alla particolare forma delle sue foglie.
Il binomio scientifico di questa pianta inizialmente era Ophrys ovata, proposto dal botanico e naturalista svedese Linneo (1707 - 1778) in una pubblicazione del 1753, modificato successivamente in quello attualmente accettato (Listera ovata) proposto dai botanici Mathias Joseph Bluff (1805-1837) e Carl Anton Fingerhuth (1802-1876) nella pubblicazione "Comp. Fl. German. (ed. 2) 2: 435" del 1838.
In lingua tedesca questa pianta si chiama Großes Zweiblatt oppure Wald-Zweiblatt; in francese si chiama Listère ovale oppure Grande listère; in lingua inglese si chiama Common Twayblade.

## Descrizione

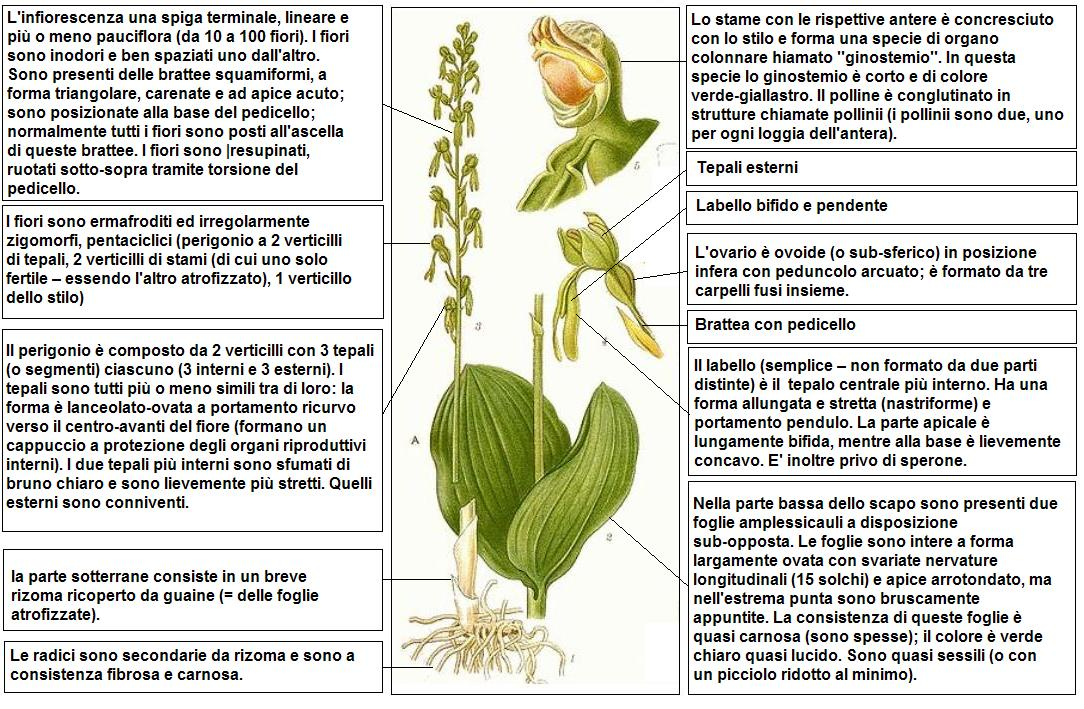
Descrizione delle parti della pianta

L'altezza di queste piante varia da 40 a 60 cm (minimo 20 cm; massimo 100 cm). La forma biologica è geofita rizomatosa (G rhiz), sono piante perenni erbacee che portano le gemme in posizione sotterranea. Durante la stagione avversa non presentano organi aerei e le [gemme si trovano in organi sotterranei chiamati rizomi; dei fusti sotterranei dai quali, ogni anno, si dipartono radici e fusti aerei. Queste piante, contrariamente ad altri generi delle orchidee, non sono epifite, ossia non vivono a spese di altri vegetali di maggiori proporzioni (hanno cioè un proprio rizoma); quindi vengono raggruppate fra le orchidee terrestri.

### Radici
Le radici sono secondarie da rizoma e sono a consistenza fibrosa e carnosa.

### Fusto

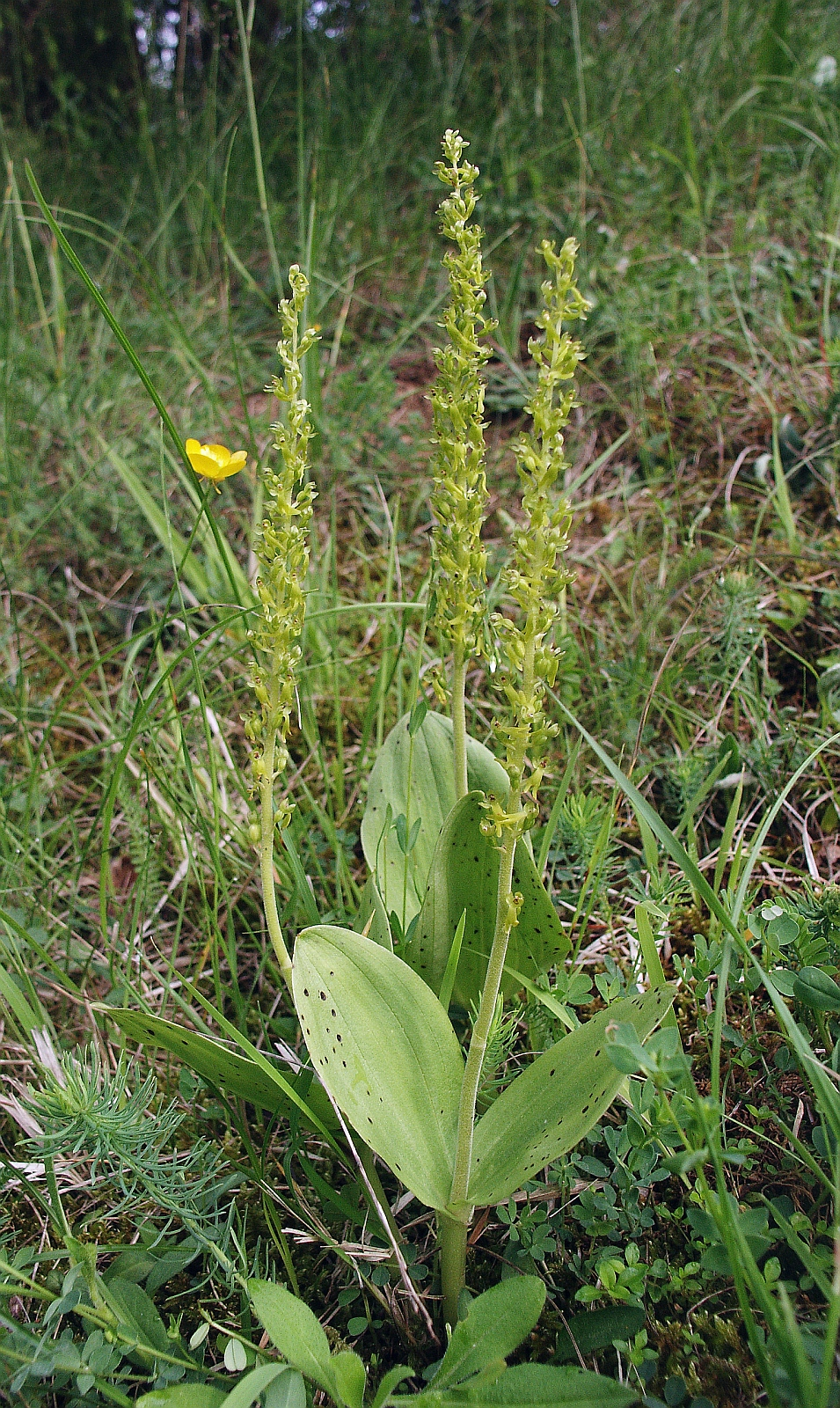
Portamento
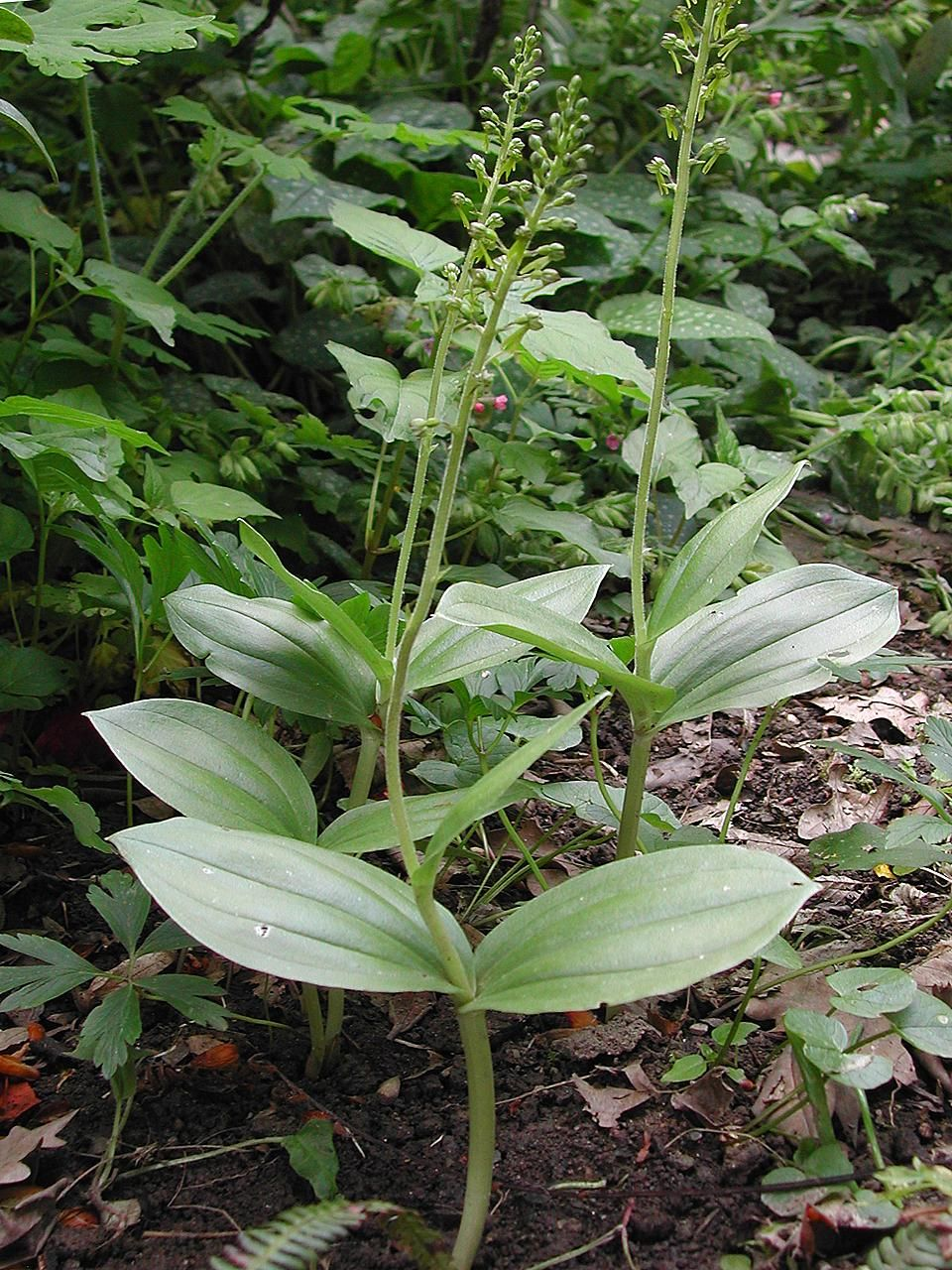
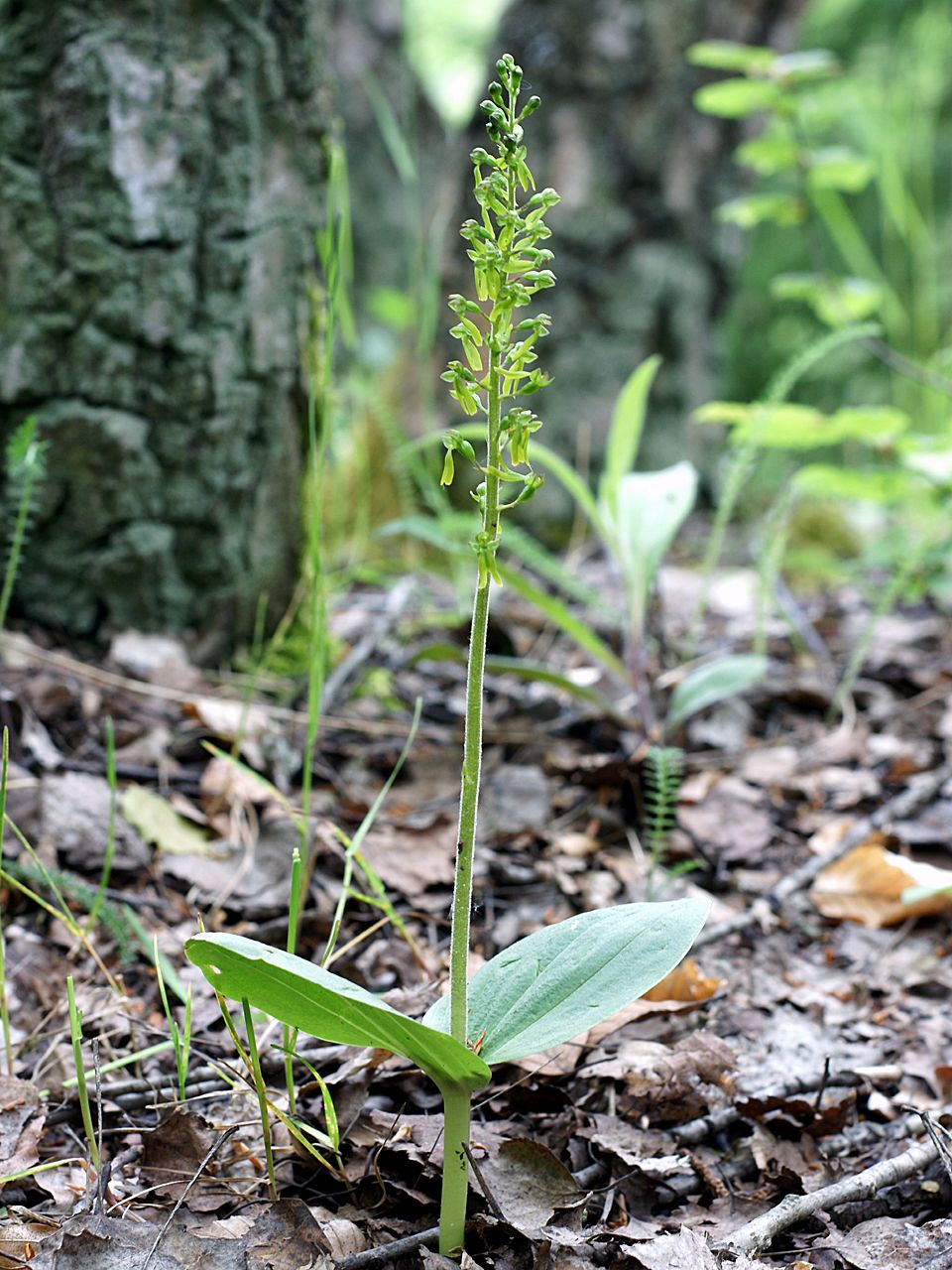
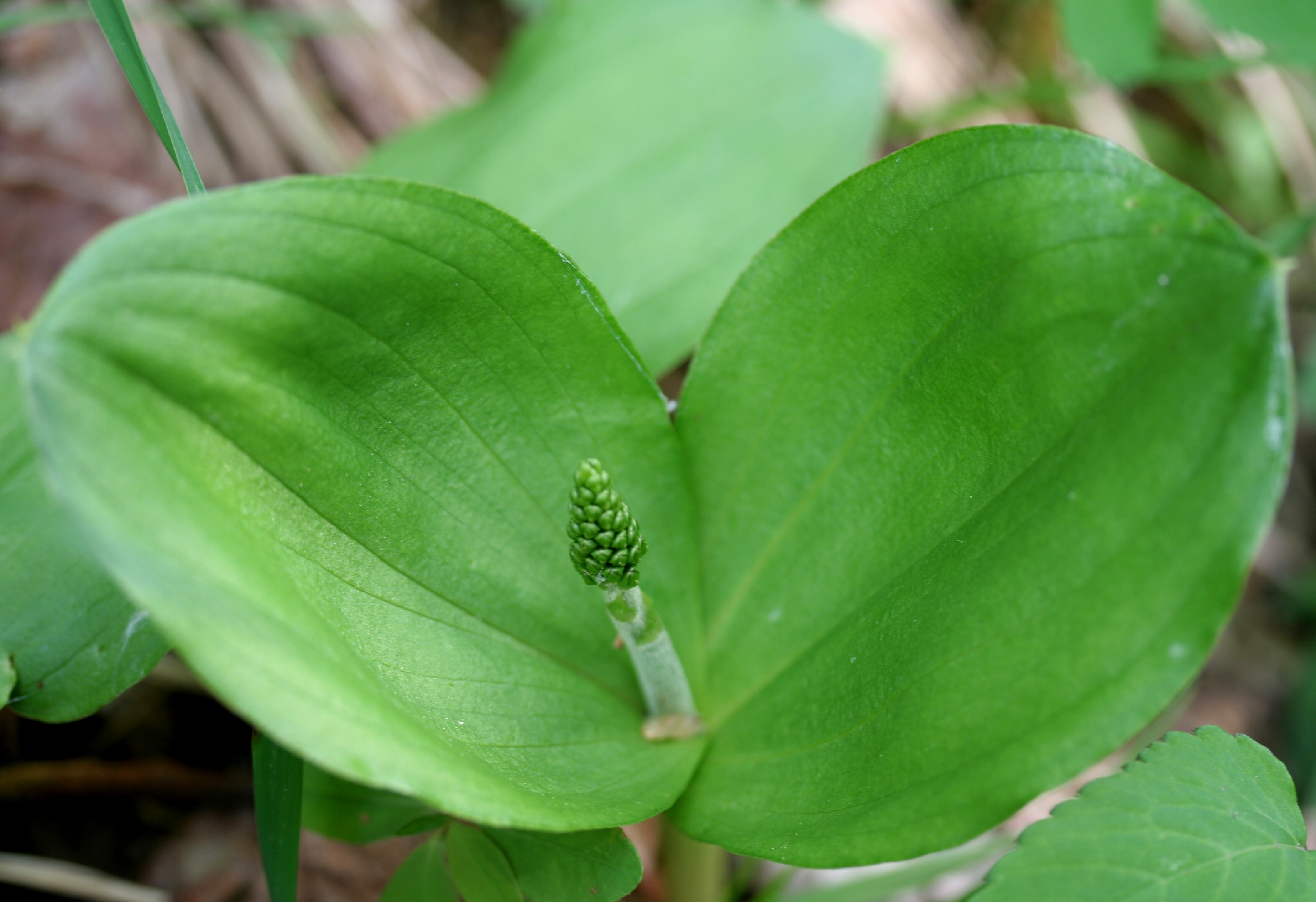
Giovane pianta Località: Col di Roanza (BL), 850 m s.l.m. - 16/05/2009

- Parte ipogea: la parte sotterranea consiste in un breve rizoma ricoperto da guaine (= delle foglie atrofizzate degli anni precedenti).
- Parte epigea: la parte aerea è semplice, robusta ed eretta. La sezione è cilindrica e la superficie è glabra in basso, mentre è lievemente pubescente-ghiandolosa verso l'infiorescenza.

### Foglie

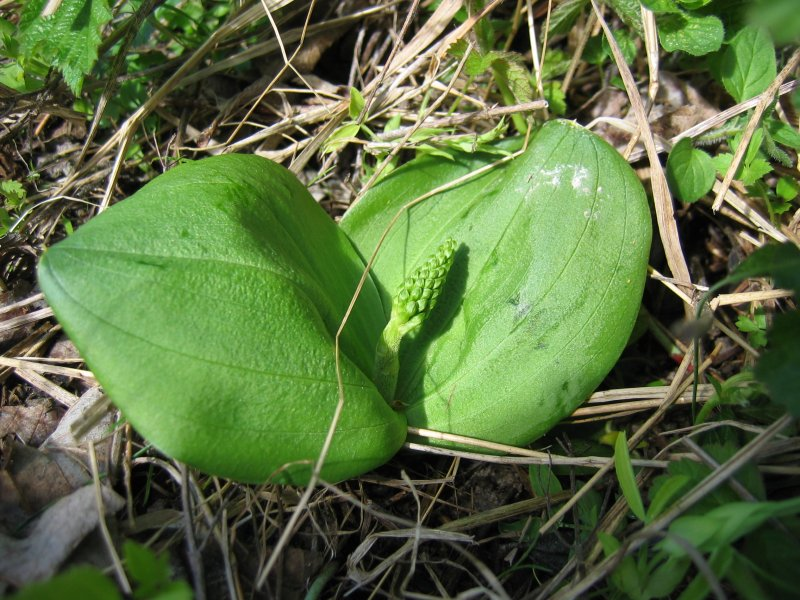
Le foglie
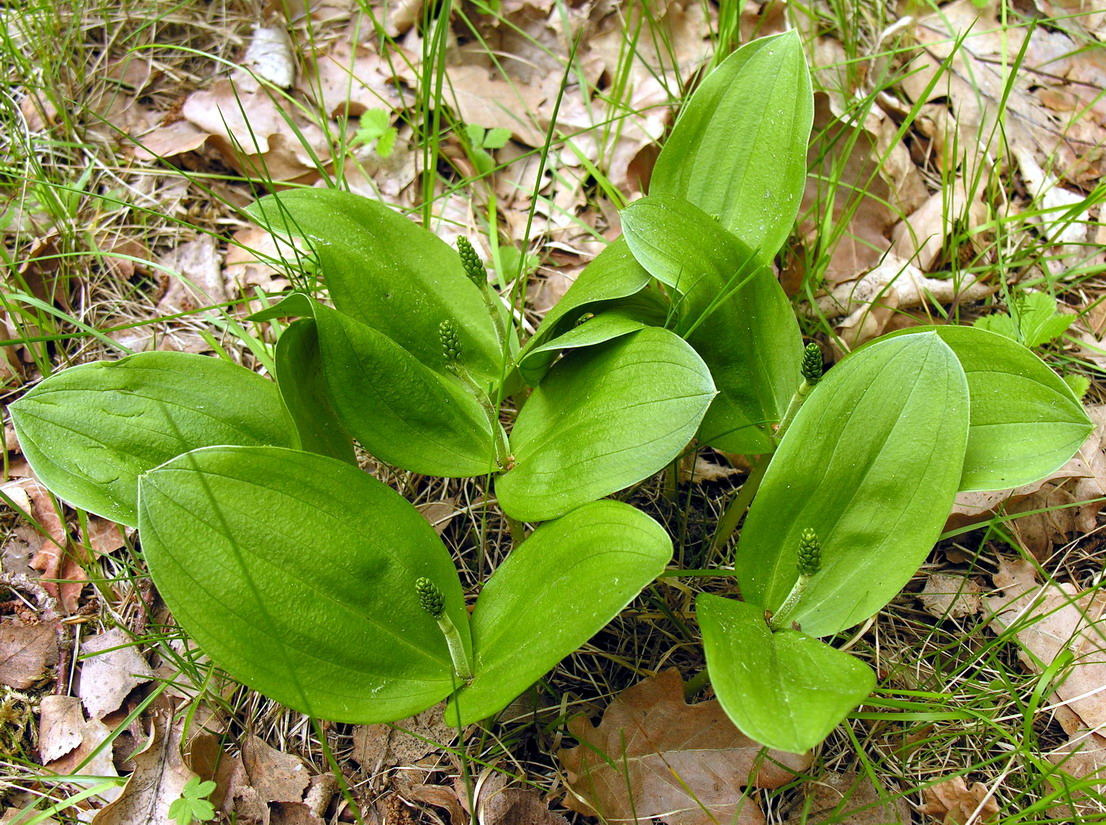
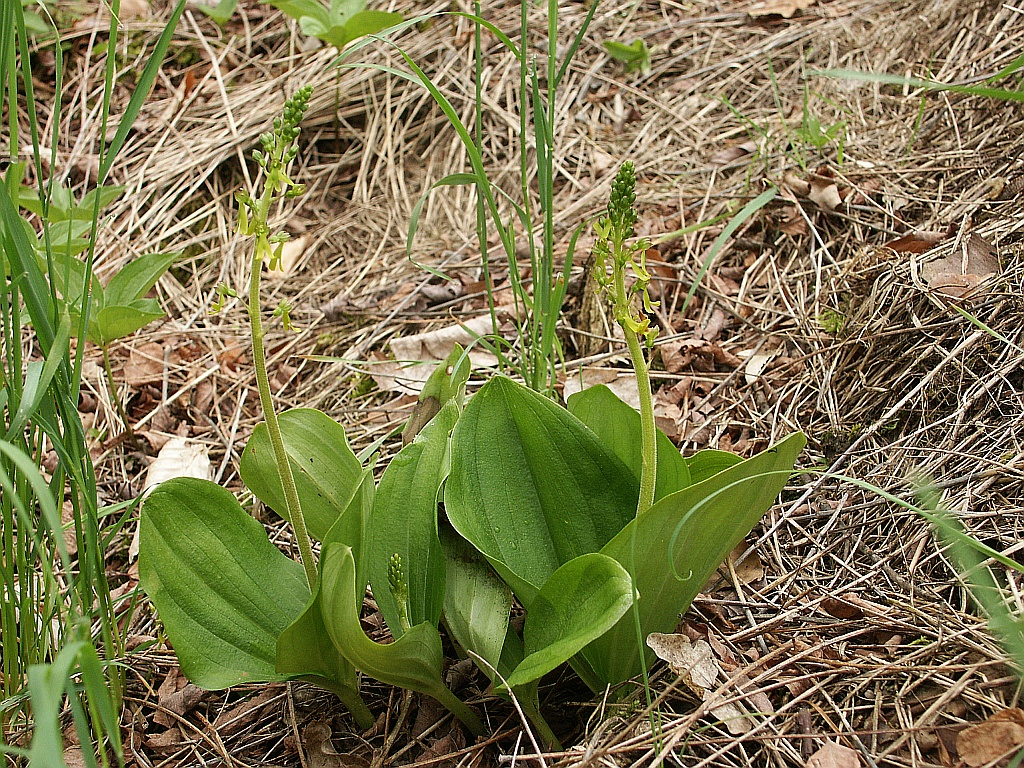
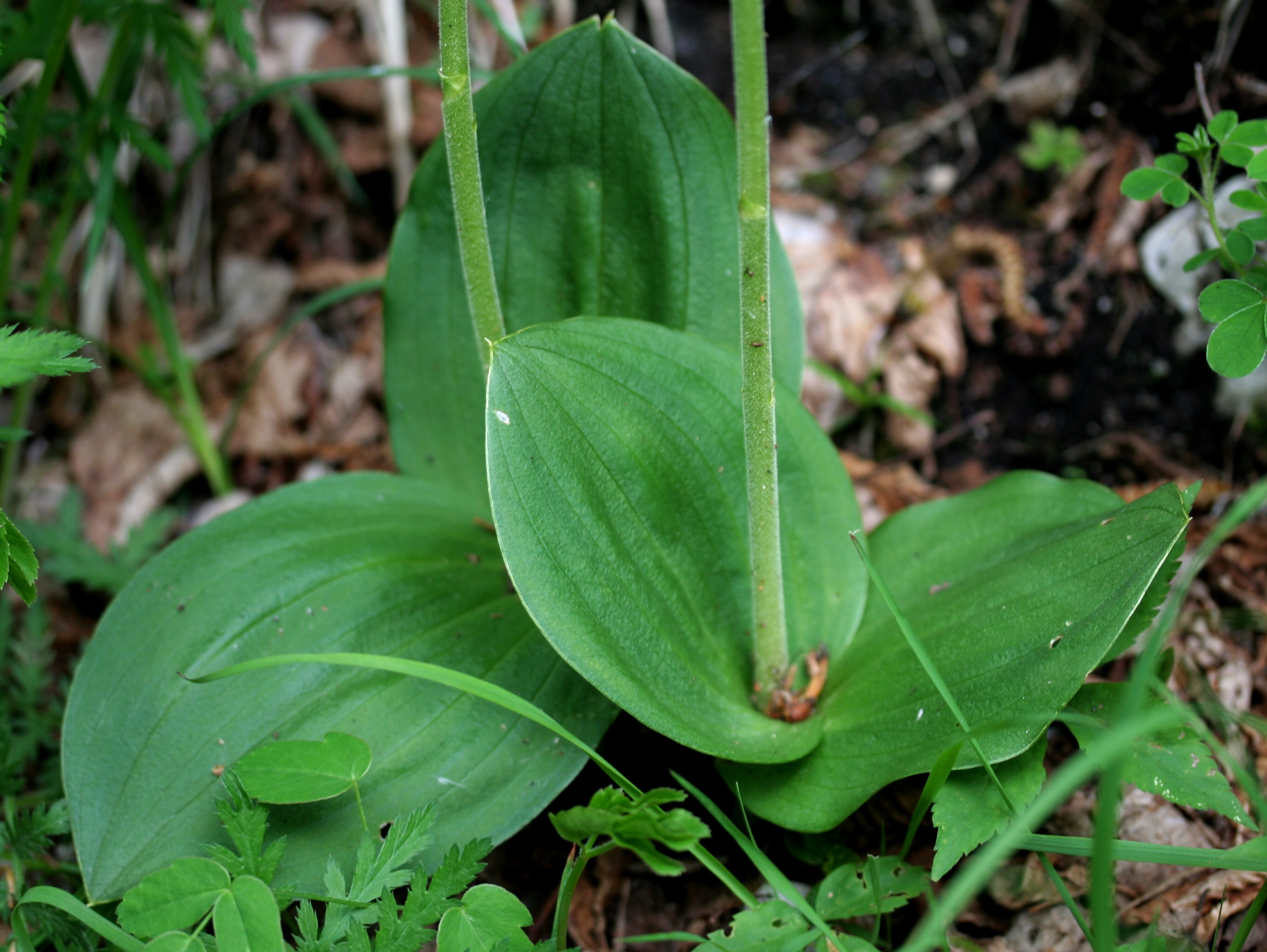
Località: Col di Roanza (BL), 850 m s.l.m. - 16/05/2009

- Foglie basali: non sono presenti foglie basali.
- Foglie cauline: nella parte bassa dello scapo sono presenti due foglie amplessicauli a disposizione sub-opposta (in realtà una è sovrapposta all'altra). Queste due foglie sono posizionate, nella pianta adulta, a circa 1/3 inferiore del fusto. Nelle giovani piante, prima che il fusto si allunghi, queste due foglie sono apparentemente in posizione basale. Le foglie sono intere a forma largamente ovata con svariate nervature longitudinali (15 solchi) e apice arrotondato, ma nell'estrema punta sono bruscamente appuntite. La consistenza di queste foglie è quasi carnosa (sono spesse); il colore è verde chiaro quasi lucido. Queste due foglie sono quasi sessili (o con un picciolo ridotto al minimo). Dimensioni delle foglie: larghezza 3 – 9 cm; lunghezza 5 – 13 cm.

### Infiorescenza

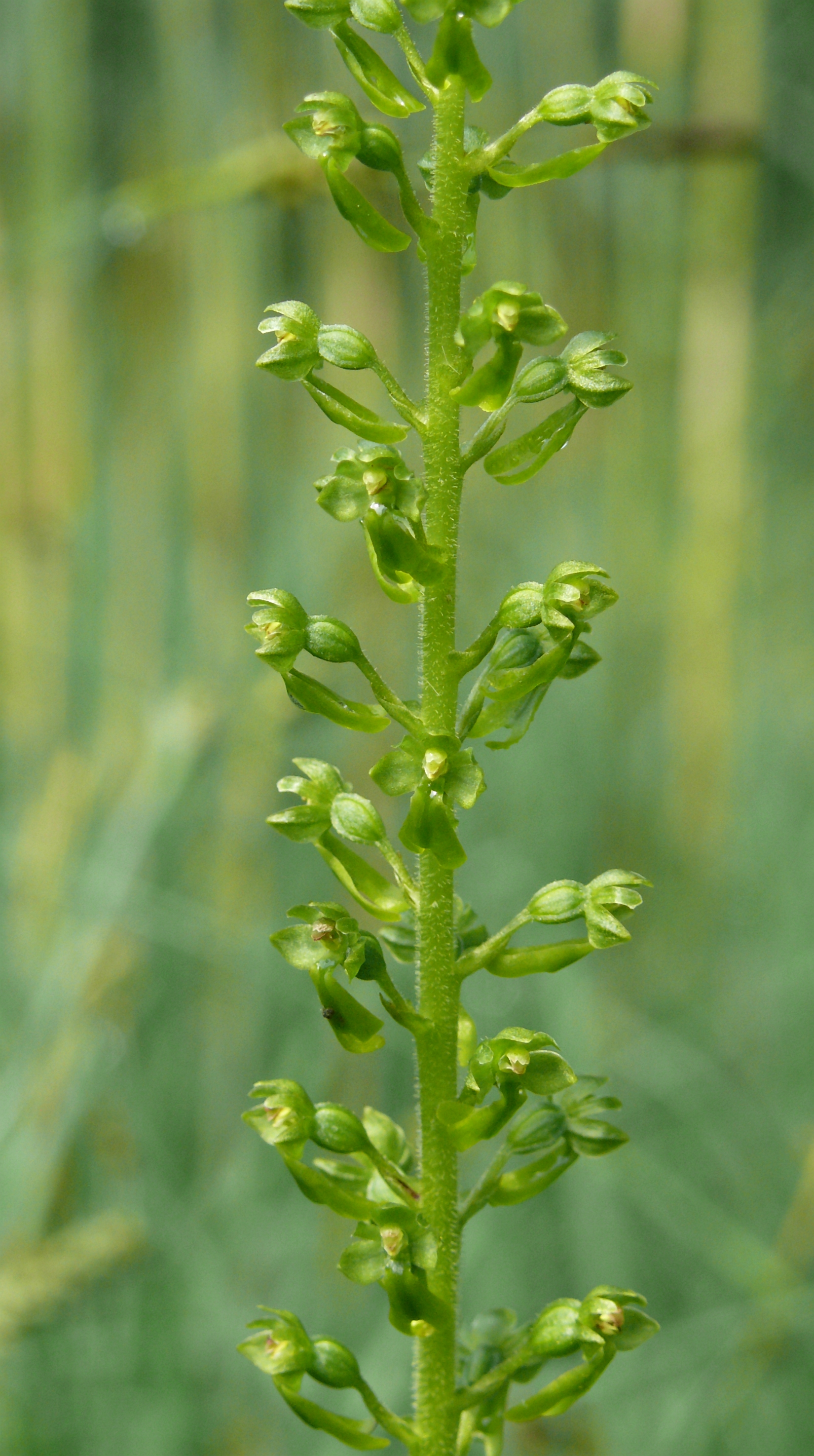
Infiorescenza
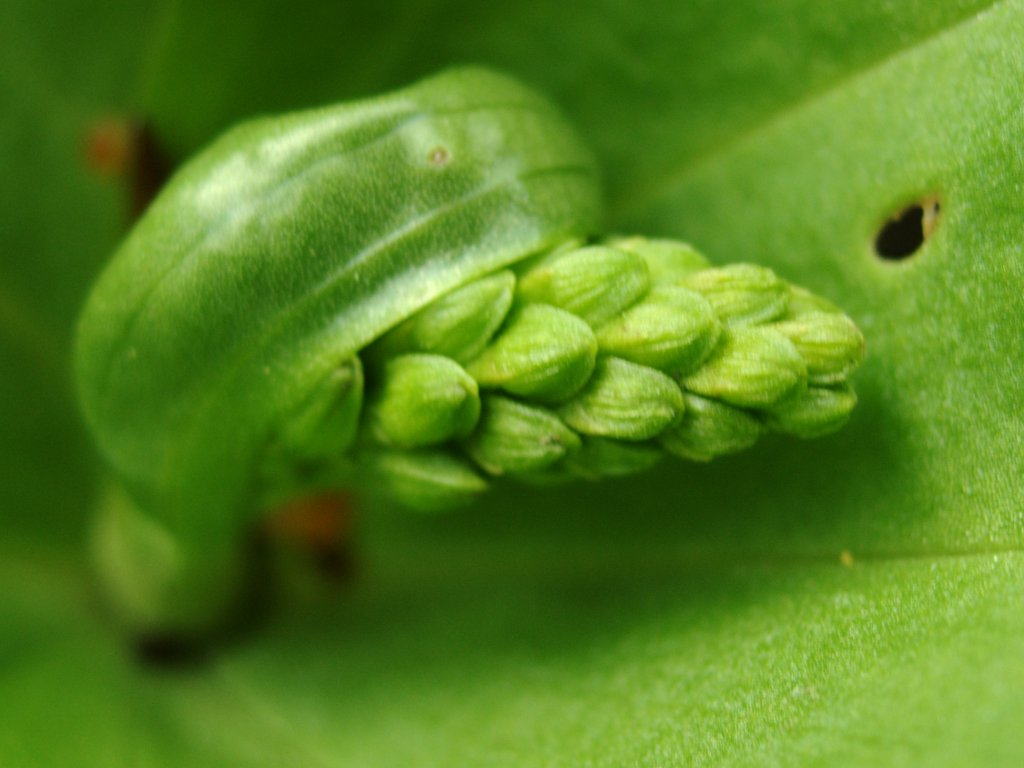
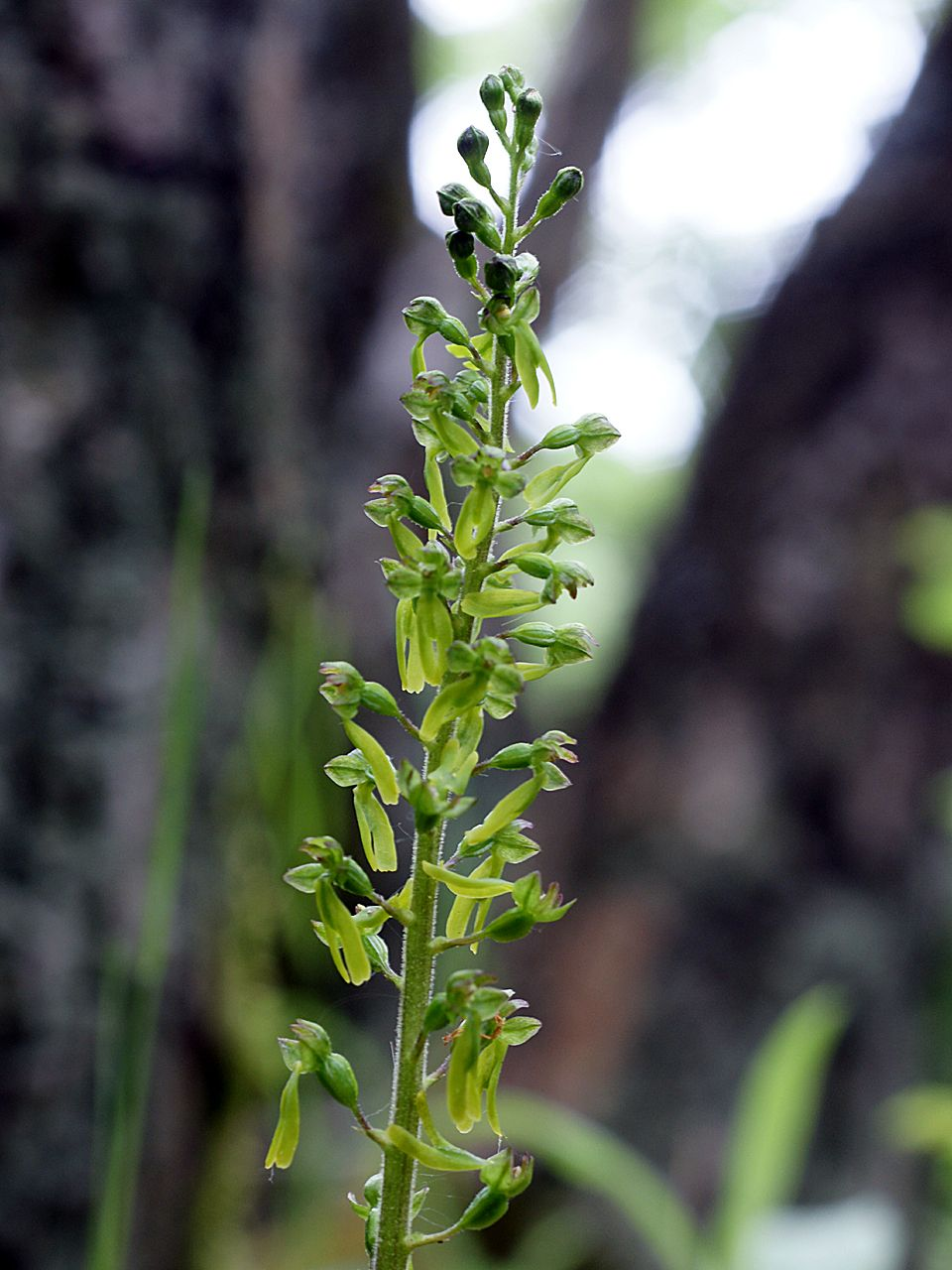
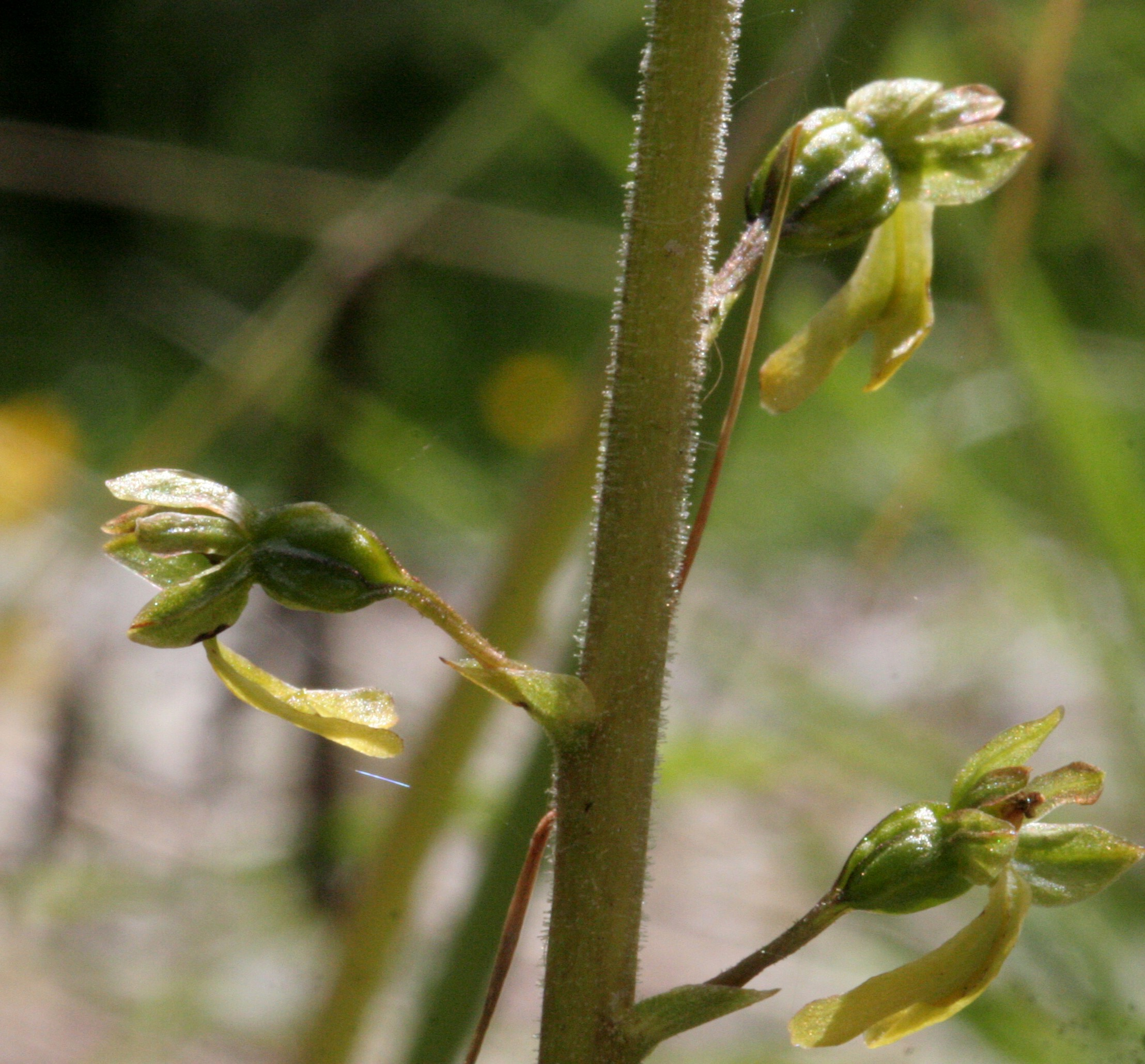
Località: Cortina (BL), 1400 m s.l.m. - 24/07/2008

L'infiorescenza è una spiga terminale, lineare e più o meno pauciflora (da 10 a 100 fiori per pianta). I fiori sono inodori e ben spaziati uno dall'altro. L'infiorescenza è provvista di brattee squamiformi, a forma triangolare, carenate ad apice acuto (la loro funzione è quella di proteggere i fiori). Le brattee sono posizionate alla base del pedicello e sono di tipo fogliaceo; normalmente tutti i fiori sono posti all'ascella di queste brattee. I pedicelli sono leggermente pubescenti-ghiandolari. I fiori sono resupinati, ruotati sottosopra tramite torsione del pedicello; in questo caso il labello è volto in basso. Lunghezza dell'infiorescenza: 7 – 30 cm. Dimensioni delle brattee inferiori: larghezza 3 mm; lunghezza 5 mm. Lunghezza del pedicello: 3 – 4 mm.

### Fiore

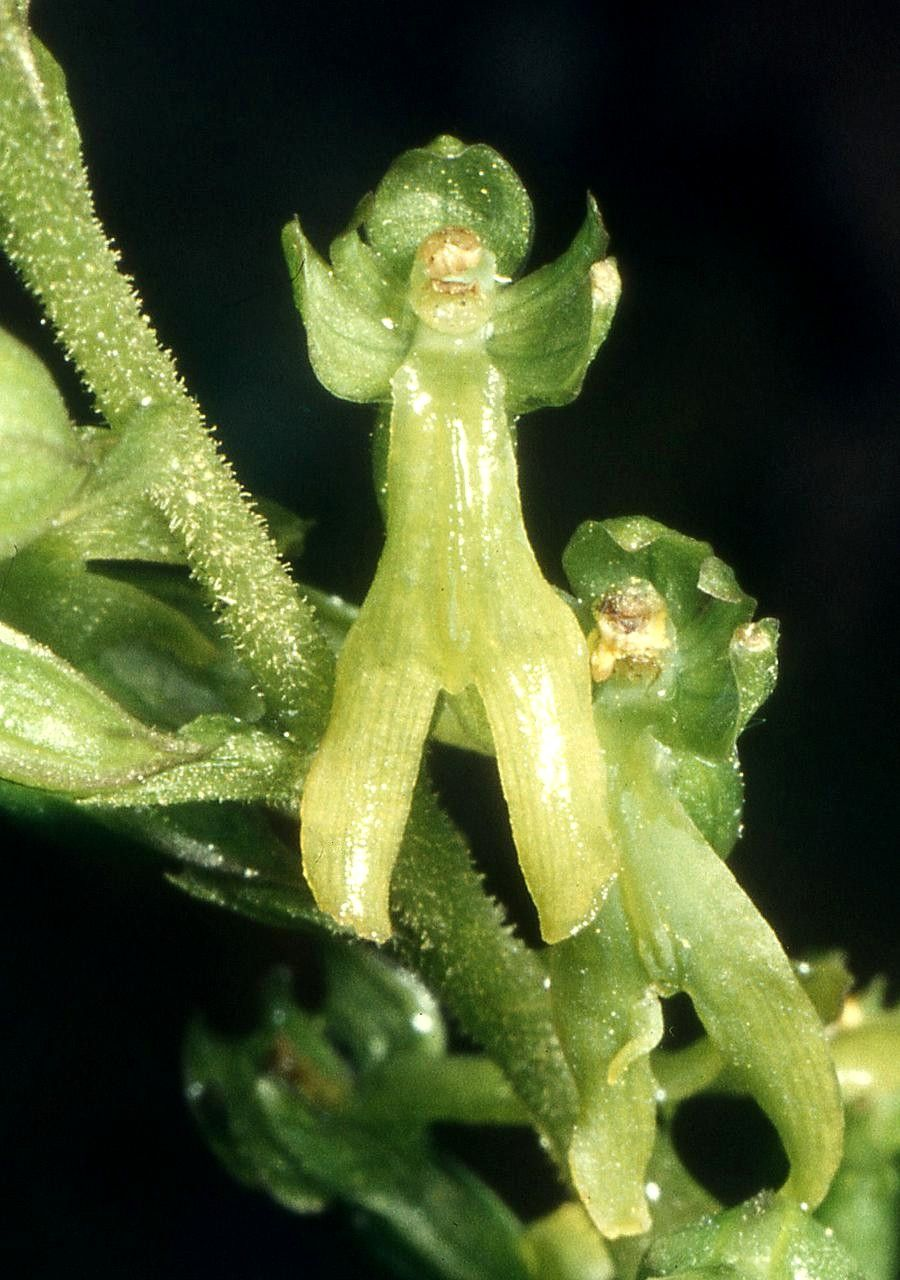
I fiori
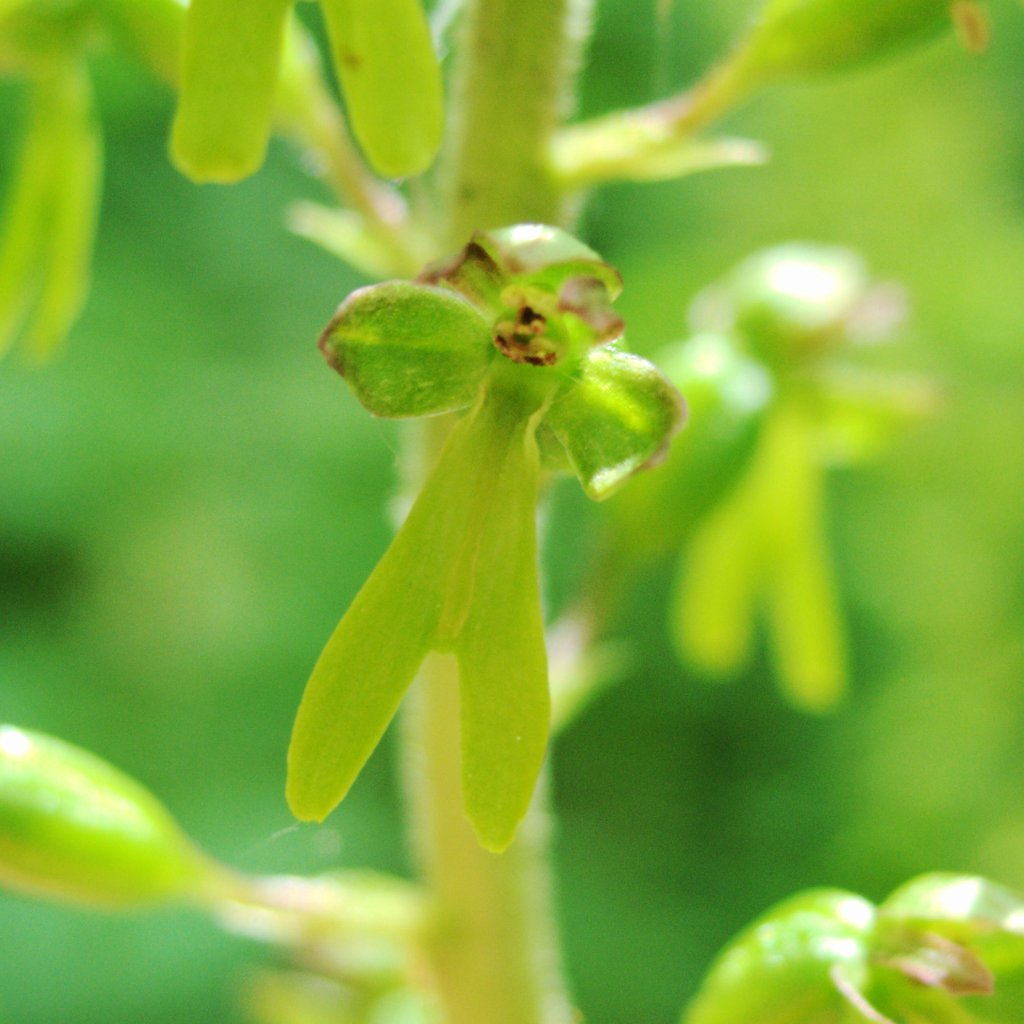
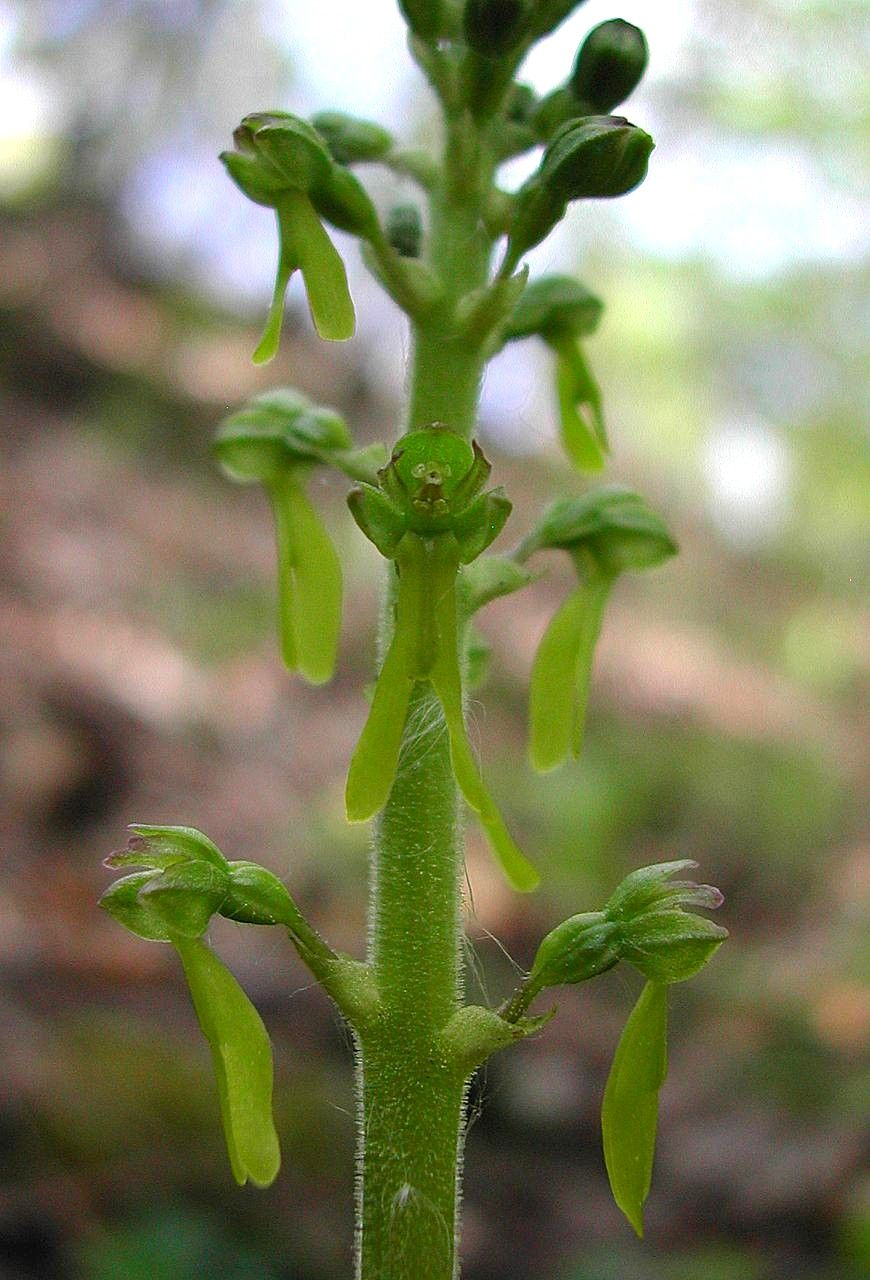
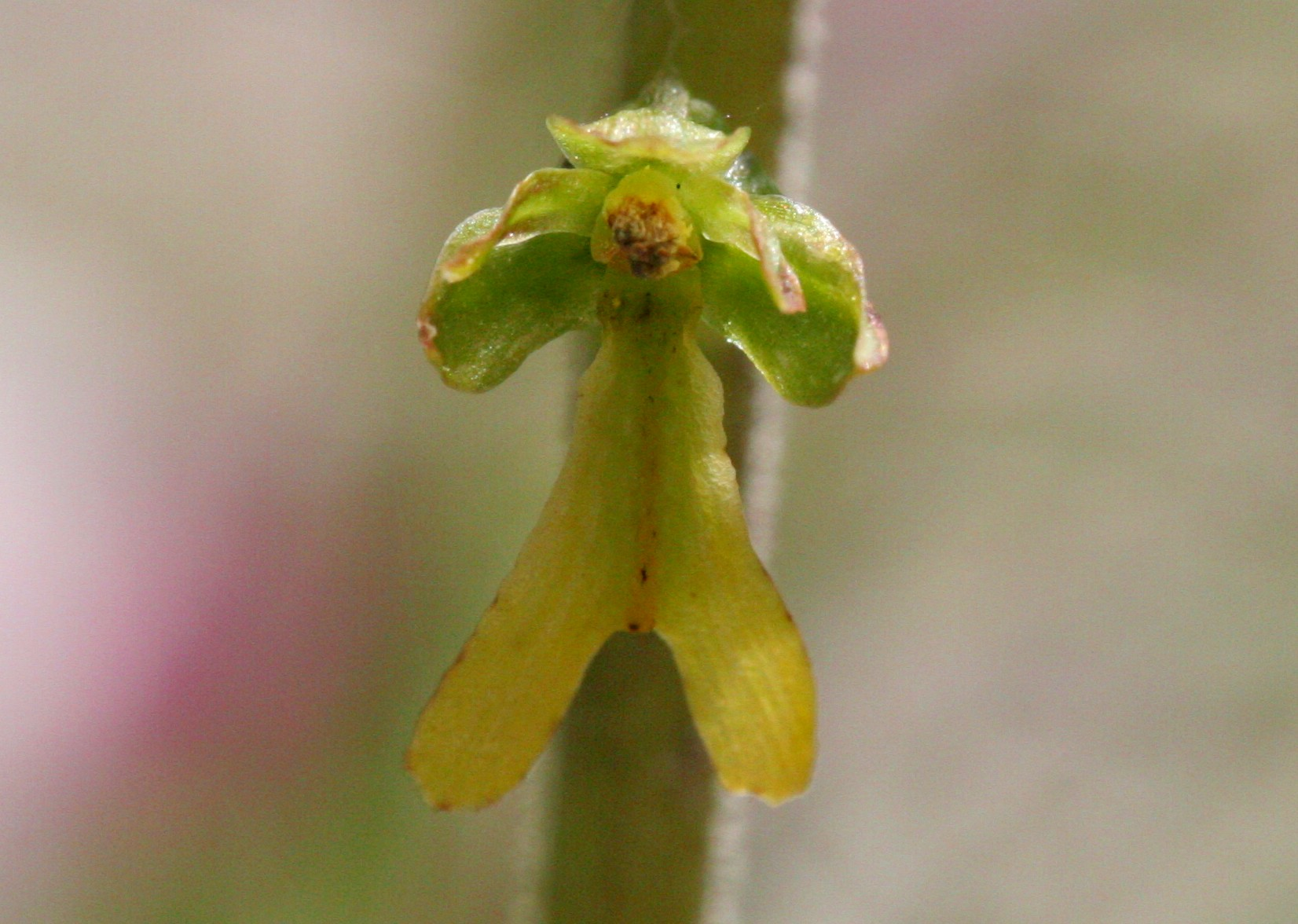
Località: Cortina (BL), 1400 m s.l.m. - 24/07/2008

I fiori sono ermafroditi ed irregolarmente zigomorfi, pentaciclici (perigonio a 2 verticilli di tepali, 2 verticilli di stami (di cui uno solo fertile – essendo l'altro atrofizzato), 1 verticillo dello stilo). Il colore dei fiori è verdastro e sono piuttosto piccoli rispetto ai fiori di altre orchidee. Dimensione dei fiori: 9 – 15 mm.
- Formula fiorale: per queste piante viene indicata la seguente formula fiorale:

P 3+3, [A 1, G (3)]
- Perigonio: il perigonio è composto da 2 verticilli con 3 tepali (o segmenti) ciascuno (3 interni e 3 esterni). A parte il segmento centrale del secondo verticillo (il labello), gli altri tepali sono tutti più o meno simili tra di loro: la forma è lanceolato-ovata a portamento ricurvo verso il centro-avanti del fiore (formano un cappuccio a protezione degli organi riproduttivi interni). I due tepali laterali più interni sono sfumati di bruno chiaro e sono lievemente più stretti. Quelli esterni sono conniventi. Dimensione del tepalo dorsale (quello centrale dei tre tepali esterni): larghezza 2 – 3 mm; lunghezza 5 – 6 mm. Dimensione dei due tepali laterali esterni: larghezza 2 – 3 mm; lunghezza 4 mm.
- Labello: il labello (semplice – non formato da due parti distinte) è il tepalo centrale più interno. Ha una forma allungata e stretta (nastriforme) e portamento pendulo. La parte apicale è lungamente bifida, mentre alla base è lievemente concavo. È inoltre privo di sperone. Verso la fine dell'infiorescenza (dopo la fecondazione) il labello si piega all'indietro. Dimensione del labello: larghezza 3 – 4 mm; lunghezza 7 – 10 mm.
- Ginostemio: lo stame con le rispettive antere (in realtà si tratta di una sola antera fertile biloculare – a due logge) è concresciuto con lo stilo e forma una specie di organo colonnare chiamato "ginostemio"[7]. In questa specie lo ginostemio è corto (larghezza 1,5 mm; lunghezza 2 mm) e di colore verde-giallastro. Il polline è conglutinato in strutture chiamate pollinii (i pollinii sono due, uno per ogni loggia dell'antera). Il retinacolo è privo di caudicole. L'ovario è ovoide (o sub-sferico) in posizione infera con peduncolo arcuato; è formato da tre carpelli fusi insieme. Lunghezza dell'ovario: 5 – 6 mm. Lunghezza del peduncolo: 5 – 7 mm.
- Fioritura: tra maggio ed agosto.

### Frutti
Il frutto è una capsula semi-eretta, a forma ellissoide e pedicellata con diverse coste e deiscente per alcune di queste. Al suo interno sono contenuti numerosi minutissimi semi piatti. Questi semi sono privi di endosperma e gli embrioni contenuti in essi sono poco differenziati in quanto formati da poche cellule. Queste piante vivono in stretta simbiosi con micorrize endotrofiche, questo significa che i semi possono svilupparsi solamente dopo essere infettati dalle spore di funghi micorrizici (infestazione di ife fungine). Questo meccanismo è necessario in quanto i semi da soli hanno poche sostanze di riserva per una germinazione in proprio.. Dimensione delle capsule: larghezza 6 mm; lunghezza 10 mm.

## Riproduzione
- Impollinazione: il labello è nettarifero per cui questa pianta viene visitata da diversi insetti (non molto grandi) come coleotteri, imenotteri e ditteri.

La riproduzione di questa pianta avviene in due modi: 
- per via sessuata grazie all'impollinazione degli insetti pronubi; ma la germinazione dei semi è condizionata dalla presenza di funghi specifici (i semi sono privi di albume – vedi sopra). In realtà questa pianta ha dimostrato di riuscire a svilupparsi anche senza la presenza di funghi simbionti[9].
- per via vegetativa in quanto il rizoma possiede la funzione vegetativa per cui può emettere gemme avventizie (getti laterali) capaci di generare nuovi individui.

## Distribuzione e habitat
- Geoelemento: il tipo corologico (area di origine) è Eurasiatico.
- Distribuzione: in Italia questa orchidea è abbastanza comune; si trova nelle Alpi e negli Appennini fino al sud; ed è pure presente in Sicilia e in Sardegna (ma in queste isole è considerata più rara). Fuori dall'Italia, sui rilievi europei si trova ovunque (manca però nelle Alpi Dinariche). Si trova inoltre in Asia (dall'India alla Siberia) e in America del nord (zone del nord-est; in quest'ultima area probabilmente è stata introdotta dall'uomo e quindi si è naturalizzata).
- Habitat: l'habitat di questa pianta è molto variabile, in effetti è una delle orchidee rustiche più adattabili a qualunque tipo di terreno. Quindi la “Listera maggiore” si può trovare nei boschi di latifoglie, ossia nelle zone del castagno, del faggio ma anche delle conifere. Si può trovare inoltre nelle vicinanze di corsi d'acqua, nelle zone a cespuglieti, arbusteti e margini dei boschi, prati e pascoli subalpini e (ma più raramente) alpini. Il substrato preferito è sia calcareo che siliceo, con pH neutro e medi valori nutrizionali del terreno che deve essere mediamente umido.
- Distribuzione altudinale: sui rilievi queste piante si possono trovare fino a 1600 m s.l.m.; frequentano quindi i seguenti piani vegetazionali: collinare, montano e subalpino.

### Fitosociologia
Dal punto di vista fitosociologico Neottia ovata appartiene alla seguente comunità vegetale:
Formazione: delle comunità forestali
Classe: Carpino-Fagetea sylvaticae

## Tassonomia
Le Orchidaceae sono una delle famiglie più vaste della divisione tassonomica delle Angiosperme; comprende 788 generi e più di 18500 specie. Il genere Neottia comprende una trentina di specie la cui area di diffusione è abbastanza ampia (Europa – Asia - America), tre delle quali sono spontanee del territorio italiano.
Il Sistema Cronquist assegna la famiglia delle Orchidaceae all'ordine Orchidales mentre la moderna classificazione APG la colloca nel nuovo ordine delle Asparagales. Sempre in base alla classificazione APG sono cambiati anche i livelli superiori (vedi tabella iniziale).
La collocazione tassonomica di questa pianta, inizialmente descritta (in tempi moderni) nel genere Listera, è stata definitivamente inserita, in base a recenti studi di analisi molecolare, nel genere Neottia.
Il numero cromosomico di Neottia ovata è: 2n = 32 - 42

### Sinonimi
Neottia ovata ha avuto nel tempo diverse nomenclature. L'elenco che segue indica alcuni tra i sinonimi più frequenti:
- Epipactis ovata (L.) Crantz
- Neottia latifolia Rich.
- Listera ovata  (L.) R.Br.
- Ophrys ovata L. (1753) (basionimo)

### Specie simili
Diverse orchidee spontanee del territorio italiano si presentano con infiorescenze poco appariscenti e colorazioni tendenti al verde, e quindi confondibili una con l'altra. Qui, brevemente, elenchiamo alcune di queste specie, oltre a quella di questa voce (le varie differenze sono documentate nelle rispettive voci dell'enciclopedia):
- Liparis loeselii (L.) Rich. - Liparide
- Neottia cordata  (L.) Rich. - Listera minore: differisce dalla “Listera maggiore” sia per le minori dimensioni, ma soprattutto per la forma delle foglie (cordate = a forma di cuore).
- Corallorhiza trifida Châtel. - Coralloriza
- Malaxis monophyllos (L.) Sw. - Microstile
- Malaxis paludosa (L.) Sw. - Hammaribia delle paludi

## Uso

### Giardinaggio
L'unico uso che viene fatto di queste piante è nel giardino alpino o roccioso anche perché essendo una pianta piuttosto rustica e adattabile a qualsiasi tipo di terreno non presenta grandi difficoltà d'impianto e mantenimento.

## Altre notizie
- In alcune aree è una pianta protetta quindi ne è vietata la raccolta.
- Queste piante hanno da sempre attirato l'interesse della comunità scientifica per alcuni particolari movimenti del rostello quando è sfiorato da un insetto (meccanismo attivato per agevolare l'impollinazione verso gli insetti pronubi ed evitare l'autoimpollinazione – infatti subito dopo che l'insetto se ne è andato il rostello va a ricoprire lo stigma); oppure per la sua capacità di secernere alcune gocce di un muco vischioso quando è “toccato” da un insetto pronubo (per aumentare l'adesione del polline all'addome dell'insetto)[3].

Questa pianta inoltre è stata utilizzata da Charles Darwin per alcuni studi sulla fertilizzazione incrociata.